# Paris-Camembert 2016
La 77e édition de Paris-Camembert a eu lieu le 3 avril 2016. La course fait partie du calendrier UCI Europe Tour 2016 en catégorie 1.1. C'est également la cinquième épreuve de la Coupe de France de cyclisme sur route 2016.
L'épreuve a été remportée lors d'un sprint à deux coureurs par le Français Cyril Gautier (AG2R La Mondiale) qui s'impose devant son compatriote Anthony Delaplace (Fortuneo-Vital Concept) tandis qu'un autre Français Romain Feillu (HP BTP-Auber 93) règle un peloton d'une trentaine de coureurs pour la troisième place.
Pour la Coupe de France, il n'y a aucun changement pour les premières places. Ainsi le Belge Baptiste Planckaert (Wallonie Bruxelles-Group Protect) garde la tête du classement individuel, le Français Bryan Coquard (Direct Énergie) fait de même pour celui des jeunes et la formation française Armée de Terre les imite pour le classement par équipes. Ce dernier ne varie pas exceptionnellement en raison du forfait de l'équipe française Roubaix Métropole européenne de Lille à la suite du décès de leur coureur belge Daan Myngheer quelques jours précédent la course.

## Présentation

### Équipes
Classé en catégorie 1.1 de l'UCI Europe Tour, Paris-Camembert est par conséquent ouvert aux WorldTeams dans la limite de 50 % des équipes participantes, aux équipes continentales professionnelles, aux équipes continentales et aux équipes nationales.
Treize équipes participent à ce Paris-Camembert - deux WorldTeams, sept équipes continentales professionnelles et quatre équipes continentales :
| UCI WorldTeams   | UCI WorldTeams | UCI WorldTeams |
| Nom de l'équipe  | Pays           | Code           |
| ---------------- | -------------- | -------------- |
| AG2R La Mondiale | France         | ALM            |
| FDJ              | France         | FDJ            |

| Équipes continentales professionnelles | Équipes continentales professionnelles | Équipes continentales professionnelles |
| Nom de l'équipe                        | Pays                                   | Code                                   |
| -------------------------------------- | -------------------------------------- | -------------------------------------- |
| Androni Giocattoli-Sidermec            | Italie                                 | AND                                    |
| Cofidis                                | France                                 | COF                                    |
| Delko-Marseille Provence-KTM           | France                                 | DMP                                    |
| Direct Énergie                         | France                                 | DEN                                    |
| Drapac                                 | Australie                              | DPC                                    |
| Fortuneo-Vital Concept                 | France                                 | FVC                                    |
| Roth                                   | Suisse                                 | ROT                                    |

| Équipes continentales            | Équipes continentales | Équipes continentales |
| Nom de l'équipe                  | Pays                  | Code                  |
| -------------------------------- | --------------------- | --------------------- |
| Armée de Terre                   | France                | ADT                   |
| Euskadi Basque Country-Murias    | Espagne               | EUS                   |
| HP BTP-Auber 93                  | France                | AUB                   |
| Wallonie Bruxelles-Group Protect | Belgique              | WBC                   |

### Primes
Les vingt prix sont attribués suivant le barème de l'UCI,. Le total général des prix distribués est de 14 477 €.
| Position | 1er     | 2e      | 3e      | 4e    | 5e    | 6e    | 7e    | 8e    | 9e    | 10e à 20e |
| Prix     | 5 785 € | 2 895 € | 1 445 € | 715 € | 580 € | 433 € | 433 € | 287 € | 287 € | 147 €     |

## Classements

### Classement final
| Classement final | Classement final    | Classement final | Classement final                 | Classement final   |
|                  | Coureur             | Pays             | Équipe                           | Temps              |
| ---------------- | ------------------- | ---------------- | -------------------------------- | ------------------ |
| 1er              | Cyril Gautier       | France           | AG2R La Mondiale                 | en 5 h 16 min 33 s |
| 2e               | Anthony Delaplace   | France           | Fortuneo-Vital Concept           | + 0 s              |
| 3e               | Romain Feillu       | France           | HP BTP-Auber 93                  | + 5 s              |
| 4e               | Samuel Dumoulin     | France           | AG2R La Mondiale                 | + 5 s              |
| 5e               | Baptiste Planckaert | Belgique         | Wallonie Bruxelles-Group Protect | + 5 s              |
| 6e               | Daniele Ratto       | Italie           | Androni Giocattoli-Sidermec      | + 5 s              |
| 7e               | Leonardo Duque      | Colombie         | Delko-Marseille Provence-KTM     | + 5 s              |
| 8e               | Loïc Chetout        | France           | Cofidis                          | + 5 s              |
| 9e               | Quentin Pacher      | France           | Delko-Marseille Provence-KTM     | + 5 s              |
| 10e              | César Bihel         | France           | HP BTP-Auber 93                  | + 5 s              |
| modifier         |                     |                  |                                  |                    |

### Classements annexes
| \| Classement de la montagne[2] \| Classement de la montagne[2] \| Classement de la montagne[2] \| Classement de la montagne[2] \| Classement de la montagne[2] \| \| ---------------------------- \| ---------------------------- \| ---------------------------- \| ---------------------------- \| ---------------------------- \| \| \| Coureur \| Pays \| Équipe \| Point(s) \| \| 1er \| Anthony Delaplace \| France \| Fortuneo-Vital Concept \| 13 points \| \| 2e \| Francis Mourey \| France \| Fortuneo-Vital Concept \| 13 pts \| \| 3e \| Pierrick Fédrigo \| France \| Fortuneo-Vital Concept \| 10 pts \| \| modifier \| \| \| \| \| |                   |        |                        |           |
| Classement de la montagne |                   |        |                        |           |
| | Coureur           | Pays   | Équipe                 | Point(s)  |
| 1er | Anthony Delaplace | France | Fortuneo-Vital Concept | 13 points |
| 2e | Francis Mourey    | France | Fortuneo-Vital Concept | 13 pts    |
| 3e | Pierrick Fédrigo  | France | Fortuneo-Vital Concept | 10 pts    |
| modifier |                   |        |                        |           |

### Classement de la Coupe de France

#### Classement individuel

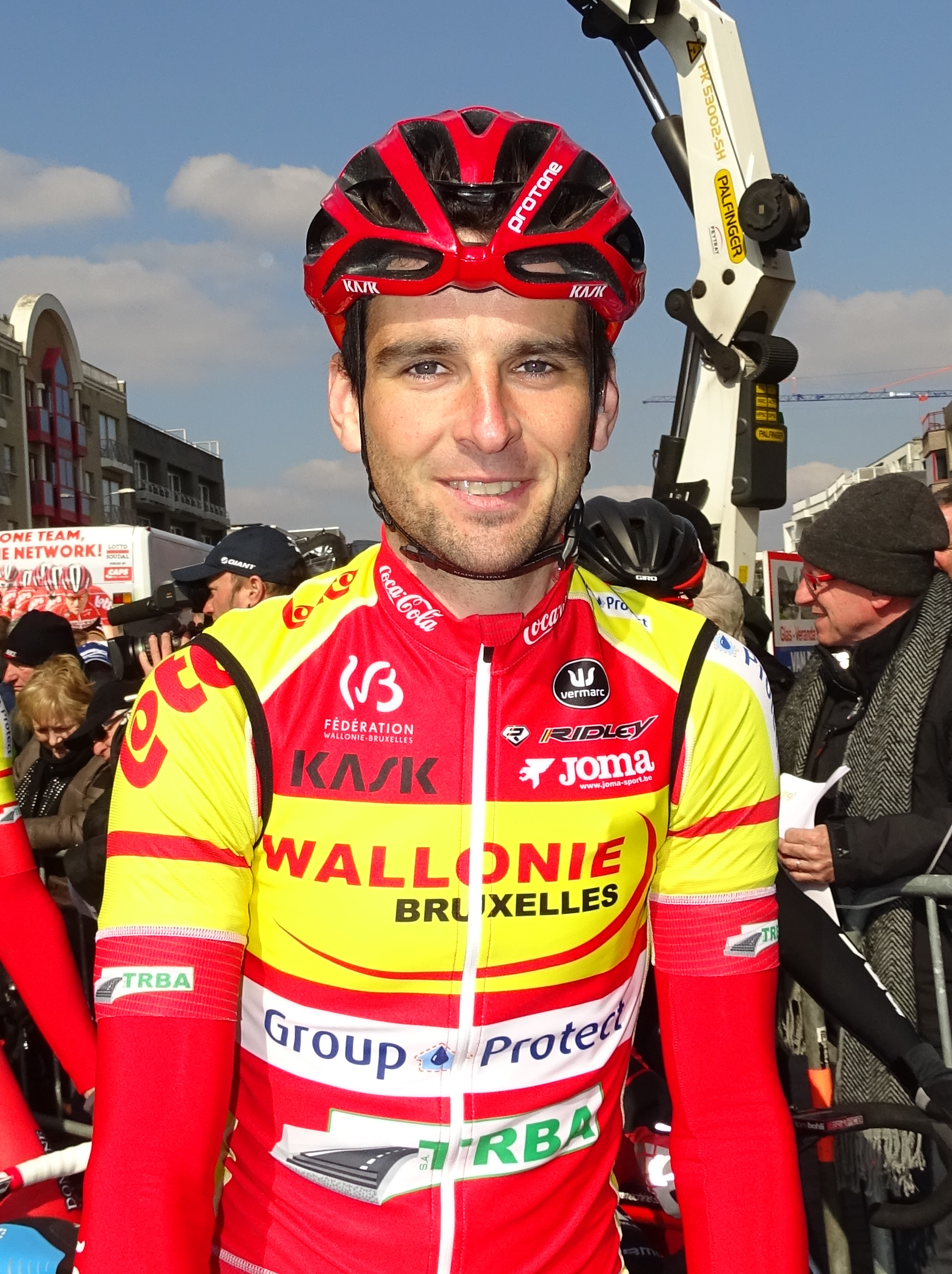
Baptiste Planckaert est le leader de la Coupe de France.

| Top dix de la Coupe de France à l'issue de la 5e manche | Top dix de la Coupe de France à l'issue de la 5e manche | Top dix de la Coupe de France à l'issue de la 5e manche | Top dix de la Coupe de France à l'issue de la 5e manche | Top dix de la Coupe de France à l'issue de la 5e manche |
| ------------------------------------------------------- | ------------------------------------------------------- | ------------------------------------------------------- | ------------------------------------------------------- | ------------------------------------------------------- |
|                                                         | Coureur                                                 | Pays                                                    | Équipe                                                  | Point(s)                                                |
| 1er                                                     | Baptiste Planckaert                                     | Belgique                                                | Wallonie Bruxelles-Group Protect                        | 92 points                                               |
| 2e                                                      | Bryan Coquard                                           | France                                                  | Direct Énergie                                          | 56 pts                                                  |
| 3e                                                      | Cyril Gautier                                           | France                                                  | AG2R La Mondiale                                        | 50 pts                                                  |
| 4e                                                      | Rudy Barbier                                            | France                                                  | Roubaix Métropole européenne de Lille                   | 50 pts                                                  |
| 5e                                                      | Anthony Turgis                                          | France                                                  | Cofidis                                                 | 50 pts                                                  |
| 6e                                                      | Dries Devenyns                                          | Belgique                                                | IAM                                                     | 50 pts                                                  |
| 7e                                                      | Loïc Chetout                                            | France                                                  | Cofidis                                                 | 47 pts                                                  |
| 8e                                                      | Samuel Dumoulin                                         | France                                                  | AG2R La Mondiale                                        | 45 pts                                                  |
| 9e                                                      | Yannis Yssaad                                           | France                                                  | Armée de Terre                                          | 45 pts                                                  |
| 10e                                                     | Anthony Delaplace                                       | France                                                  | Fortuneo-Vital Concept                                  | 35 pts                                                  |
| modifier                                                |                                                         |                                                         |                                                         |                                                         |

#### Classement individuel des jeunes

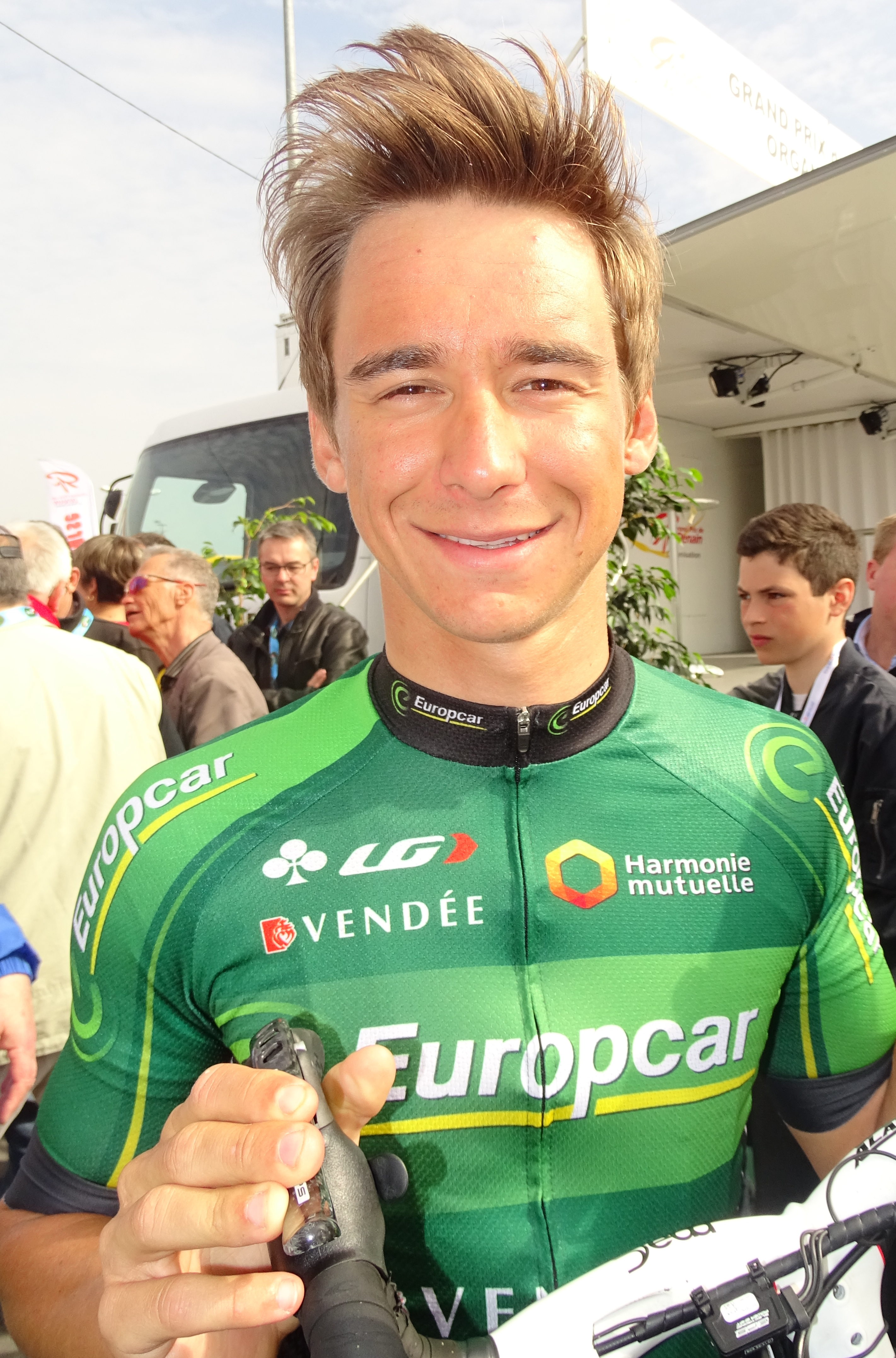
Bryan Coquard est le leader de la Coupe de France des jeunes.

| Top dix de la Coupe de France à l'issue de la 5e manche | Top dix de la Coupe de France à l'issue de la 5e manche | Top dix de la Coupe de France à l'issue de la 5e manche | Top dix de la Coupe de France à l'issue de la 5e manche | Top dix de la Coupe de France à l'issue de la 5e manche |
| ------------------------------------------------------- | ------------------------------------------------------- | ------------------------------------------------------- | ------------------------------------------------------- | ------------------------------------------------------- |
|                                                         | Coureur                                                 | Pays                                                    | Équipe                                                  | Point(s)                                                |
| 1er                                                     | Bryan Coquard                                           | France                                                  | Direct Énergie                                          | 56 points                                               |
| 2e                                                      | Rudy Barbier                                            | France                                                  | Roubaix Métropole européenne de Lille                   | 50 pts                                                  |
| 3e                                                      | Anthony Turgis                                          | France                                                  | Cofidis                                                 | 50 pts                                                  |
| 4e                                                      | Loïc Chetout                                            | France                                                  | Cofidis                                                 | 47 pts                                                  |
| 5e                                                      | Yannis Yssaad                                           | France                                                  | Armée de Terre                                          | 45 pts                                                  |
| 6e                                                      | Clément Venturini                                       | France                                                  | Cofidis                                                 | 35 pts                                                  |
| 7e                                                      | Kévin Ledanois                                          | France                                                  | Fortuneo-Vital Concept                                  | 25 pts                                                  |
| 8e                                                      | Nico Denz                                               | Allemagne                                               | AG2R La Mondiale                                        | 23 pts                                                  |
| 9e                                                      | David Menut                                             | France                                                  | HP BTP-Auber 93                                         | 22 pts                                                  |
| 10e                                                     | Marc Sarreau                                            | France                                                  | FDJ                                                     | 18 pts                                                  |
| modifier                                                |                                                         |                                                         |                                                         |                                                         |

#### Classement par équipes
| \| \| Top neuf de la Coupe de France à l'issue de la 5e manche[4] \| | \| \| Top neuf de la Coupe de France à l'issue de la 5e manche[4] \| | \| \| Top neuf de la Coupe de France à l'issue de la 5e manche[4] \| | \| \| Top neuf de la Coupe de France à l'issue de la 5e manche[4] \| |
| -------------------------------------------------------------------- | -------------------------------------------------------------------- | -------------------------------------------------------------------- | -------------------------------------------------------------------- |
|                                                                      | Équipe                                                               | Pays                                                                 | Point(s)                                                             |
| 1                                                                    | Armée de Terre                                                       | France                                                               | 23                                                                   |
| 2                                                                    | AG2R La Mondiale                                                     | France                                                               | 21                                                                   |
| 3                                                                    | FDJ                                                                  | France                                                               | 20                                                                   |
| 4                                                                    | Fortuneo-Vital Concept                                               | France                                                               | 20                                                                   |
| 5                                                                    | Cofidis                                                              | France                                                               | 19                                                                   |
| 6                                                                    | Direct Énergie                                                       | France                                                               | 17                                                                   |
| 7                                                                    | Delko-Marseille Provence-KTM                                         | France                                                               | 17                                                                   |
| 8                                                                    | Roubaix Métropole européenne de Lille                                | France                                                               | 16                                                                   |
| 9                                                                    | HP BTP-Auber 93                                                      | France                                                               | 13                                                                   |
|                                                                      | Top neuf de la Coupe de France à l'issue de la 5e manche             |                                                                      |                                                                      |

### UCI Europe Tour
Ce Paris-Camembert attribue des points pour l'UCI Europe Tour 2016, par équipes seulement aux coureurs des équipes continentales professionnelles et continentales, individuellement à tous les coureurs sauf ceux faisant partie d'une équipe ayant un label WorldTeam.
| Position           | 1er | 2e | 3e | 4e | 5e | 6e | 7e | 8e | 9e | 10e | 11e | 12e | 13e à 15e | 16e à 25e |
| Classement général | 125 | 85 | 70 | 60 | 50 | 40 | 35 | 30 | 25 | 20  | 15  | 10  | 5         | 3         |

## Liste des participants
- Liste de départ complète

| Légende | Légende                                                                    | Légende | Légende                                                    |
| ------- | -------------------------------------------------------------------------- | ------- | ---------------------------------------------------------- |
| Num     | Dossard de départ porté par le coureur sur ce Paris-Camembert              | Pos     | Position à l'arrivée de la course                          |
|         | Indique un maillot de champion national ou mondial, suivi de sa spécialité | NP      | Indique un coureur qui n'a pas pris le départ de la course |
| AB      | Indique un coureur qui n'a pas terminé la course                           | HD      | Indique un coureur qui a terminé la course hors des délais |

| Fortuneo-Vital Concept FVC       | Fortuneo-Vital Concept FVC         | Fortuneo-Vital Concept FVC |
| -------------------------------- | ---------------------------------- | -------------------------- |
| Num                              | Coureur                            | Pos                        |
| 1                                | Chris Anker Sørensen (DEN) (Route) | 18e                        |
| 2                                | Vegard Breen (NOR)                 | 24e                        |
| 3                                | Pierrick Fédrigo (FRA)             | 31e                        |
| 4                                | Brice Feillu (FRA)                 | 58e                        |
| 5                                | Francis Mourey (FRA)               | 43e                        |
| 6                                | Kévin Ledanois (FRA)               | 52e                        |
| 7                                | Anthony Delaplace (FRA)            | 2e                         |
| 8                                | Florian Vachon (FRA)               | 42e                        |
| Directeur sportif : Roger Tréhin |                                    |                            |

| Wallonie Bruxelles-Group Protect WBC  | Wallonie Bruxelles-Group Protect WBC | Wallonie Bruxelles-Group Protect WBC |
| ------------------------------------- | ------------------------------------ | ------------------------------------ |
| Num                                   | Coureur                              | Pos                                  |
| 11                                    | Baptiste Planckaert (BEL)            | 5e                                   |
| 12                                    | Tom Dernies (BEL)                    | 51e                                  |
| 13                                    | Grégory Habeaux (BEL)                | 37e                                  |
| 14                                    | Olivier Chevalier (BEL)              | 47e                                  |
| 15                                    | Ludwig De Winter (BEL)               | AB                                   |
| 16                                    | Jonathan Dufrasne (BEL)              | AB                                   |
| 17                                    | Jimmy Duquennoy (BEL)                | AB                                   |
| 18                                    | Thomas Deruette (BEL)                | 62e                                  |
| Directeur sportif : Frédéric Amorison |                                      |                                      |

| FDJ                                 | FDJ                            | FDJ |
| ----------------------------------- | ------------------------------ | --- |
| Num                                 | Coureur                        | Pos |
| 21                                  | Jérémy Maison (FRA)            | AB  |
| 22                                  | Marc Fournier (FRA)            | AB  |
| 23                                  | Pierre-Henri Lecuisinier (FRA) | 36e |
| 24                                  | Sébastien Chavanel (FRA)       | 17e |
| 25                                  | Lorrenzo Manzin (FRA)          | AB  |
| 26                                  | Laurent Pichon (FRA)           | 22e |
| 27                                  |                                |     |
| 28                                  | Benoît Vaugrenard (FRA)        | 34e |
| Directeur sportif : Thierry Bricaud |                                |     |

| Roth ROT                        | Roth ROT                 | Roth ROT |
| ------------------------------- | ------------------------ | -------- |
| Num                             | Coureur                  | Pos      |
| 31                              | Nicolas Baldo (FRA)      | AB       |
| 32                              | Grischa Janorschke (GER) | AB       |
| 33                              | Martin Kohler (SUI)      | 65e      |
| 34                              | Matthias Krizek (AUT)    | 40e      |
| 35                              | Dylan Page (SUI)         | 59e      |
| 36                              | Frank Pasche (SUI)       | 66e      |
| 37                              | Colin Stüssi (SUI)       | AB       |
| 38                              | Giacomo Tomio (ITA)      | AB       |
| Directeur sportif : Uwe Peschel |                          |          |

| Androni Giocattoli-Sidermec AND      | Androni Giocattoli-Sidermec AND | Androni Giocattoli-Sidermec AND |
| ------------------------------------ | ------------------------------- | ------------------------------- |
| Num                                  | Coureur                         | Pos                             |
| 41                                   |                                 |                                 |
| 42                                   | Marco Benfatto (ITA)            | AB                              |
| 43                                   | Francesco Chicchi (ITA)         | AB                              |
| 44                                   | Tiziano Dall'Antonia (ITA)      | AB                              |
| 45                                   | Alberto Nardin (ITA)            | 41e                             |
| 46                                   | Luca Pacioni (ITA)              | AB                              |
| 47                                   | Daniele Ratto (ITA)             | 6e                              |
| 48                                   | Serghei Tvetcov (ROU) (Route)   | 61e                             |
| Directeur sportif : Giampaolo Cheula |                                 |                                 |

| Cofidis COF                        | Cofidis COF             | Cofidis COF |
| ---------------------------------- | ----------------------- | ----------- |
| Num                                | Coureur                 | Pos         |
| 51                                 | Rayane Bouhanni (FRA)   | 28e         |
| 52                                 | Clément Venturini (FRA) | 63e         |
| 53                                 | Loïc Chetout (FRA)      | 8e          |
| 54                                 | Romain Hardy (FRA)      | 50e         |
| 55                                 |                         |             |
| 56                                 | Anthony Perez (FRA)     | 32e         |
| 57                                 | Stéphane Rossetto (FRA) | 30e         |
| 58                                 |                         |             |
| Directeur sportif : Alain Deloeuil |                         |             |

| -                     | -       | -   |
| --------------------- | ------- | --- |
| Num                   | Coureur | Pos |
| 61                    |         |     |
| 62                    |         |     |
| 63                    |         |     |
| 64                    |         |     |
| 65                    |         |     |
| 66                    |         |     |
| 67                    |         |     |
| 68                    |         |     |
| Directeur sportif : - |         |     |

| Euskadi Basque Country-Murias EUS | Euskadi Basque Country-Murias EUS | Euskadi Basque Country-Murias EUS |
| --------------------------------- | --------------------------------- | --------------------------------- |
| Num                               | Coureur                           | Pos                               |
| 71                                | Pello Olaberria (ESP)             | AB                                |
| 72                                | Gotzon Udondo (ESP)               | AB                                |
| 73                                | Jon Ander Insausti (ESP)          | AB                                |
| 74                                | Adrián González (ESP)             | 20e                               |
| 75                                |                                   |                                   |
| 76                                |                                   |                                   |
| 77                                |                                   |                                   |
| 78                                | Ander Barrenetxea (ESP)           | AB                                |
| Directeur sportif : Rubén Pérez   |                                   |                                   |

| AG2R La Mondiale ALM           | AG2R La Mondiale ALM      | AG2R La Mondiale ALM |
| ------------------------------ | ------------------------- | -------------------- |
| Num                            | Coureur                   | Pos                  |
| 81                             | Julien Bérard (FRA)       | 15e                  |
| 82                             | François Bidard (FRA)     | AB                   |
| 83                             | Guillaume Bonnafond (FRA) | 38e                  |
| 84                             |                           |                      |
| 85                             | Samuel Dumoulin (FRA)     | 4e                   |
| 86                             | Cyril Gautier (FRA)       | 1er                  |
| 87                             | Patrick Gretsch (GER)     | 44e                  |
| 88                             |                           |                      |
| Directeur sportif : Gilles Mas |                           |                      |

| -                     | -       | -   |
| --------------------- | ------- | --- |
| Num                   | Coureur | Pos |
| 91                    |         |     |
| 92                    |         |     |
| 93                    |         |     |
| 94                    |         |     |
| 95                    |         |     |
| 96                    |         |     |
| 97                    |         |     |
| 98                    |         |     |
| Directeur sportif : - |         |     |

| Delko-Marseille Provence-KTM DMP        | Delko-Marseille Provence-KTM DMP | Delko-Marseille Provence-KTM DMP |
| --------------------------------------- | -------------------------------- | -------------------------------- |
| Num                                     | Coureur                          | Pos                              |
| 101                                     | Romain Combaud (FRA)             | 56e                              |
| 102                                     | Rémy Di Grégorio (FRA)           | 27e                              |
| 103                                     | Leonardo Duque (COL)             | 7e                               |
| 104                                     | Julien El Fares (FRA)            | 13e                              |
| 105                                     | Delio Fernández (ESP)            | 57e                              |
| 106                                     | Evaldas Šiškevičius (LTU)        | 55e                              |
| 107                                     | Daniel Díaz (ARG)                | 69e                              |
| 108                                     | Quentin Pacher (FRA)             | 9e                               |
| Directeur sportif : Freddy Lecarpentier |                                  |                                  |

| HP BTP-Auber 93 AUB                | HP BTP-Auber 93 AUB       | HP BTP-Auber 93 AUB |
| ---------------------------------- | ------------------------- | ------------------- |
| Num                                | Coureur                   | Pos                 |
| 111                                | César Bihel (FRA)         | 10e                 |
| 112                                | Flavien Dassonville (FRA) | AB                  |
| 113                                | David Menut (FRA)         | 19e                 |
| 114                                | Romain Feillu (FRA)       | 3e                  |
| 115                                | Julien Guay (FRA)         | 25e                 |
| 116                                | Alo Jakin (EST)           | 39e                 |
| 117                                | Guillaume Levarlet (FRA)  | 23e                 |
| 118                                | Théo Vimpère (FRA)        | 29e                 |
| Directeur sportif : Stephan Gaudry |                           |                     |

| Direct Énergie DEN                   | Direct Énergie DEN       | Direct Énergie DEN |
| ------------------------------------ | ------------------------ | ------------------ |
| Num                                  | Coureur                  | Pos                |
| 121                                  | Thomas Voeckler (FRA)    | 46e                |
| 122                                  | Bryan Coquard (FRA)      | 11e                |
| 123                                  | Angélo Tulik (FRA)       | 35e                |
| 124                                  | Tony Hurel (FRA)         | AB                 |
| 125                                  | Fabrice Jeandesboz (FRA) | 60e                |
| 126                                  | Jérémy Cornu (FRA)       | AB                 |
| 127                                  | Perrig Quéméneur (FRA)   | AB                 |
| 128                                  | Romain Sicard (FRA)      | 54e                |
| Directeur sportif : Benoît Génauzeau |                          |                    |

| Drapac DPC                      | Drapac DPC          | Drapac DPC |
| ------------------------------- | ------------------- | ---------- |
| Num                             | Coureur             | Pos        |
| 131                             | Brenton Jones (AUS) | AB         |
| 132                             | Jordan Kerby (AUS)  | 68e        |
| 133                             | Peter Koning (NED)  | 64e        |
| 134                             | Brendan Canty (AUS) | 26e        |
| 135                             | Jens Mouris (NED)   | AB         |
| 136                             | Thomas Scully (NZL) | 67e        |
| 137                             | Samuel Spokes (AUS) | 12e        |
| 138                             | Gavin Mannion (USA) | 53e        |
| Directeur sportif : Tom Southam |                     |            |

| Armée de Terre ADT               | Armée de Terre ADT     | Armée de Terre ADT |
| -------------------------------- | ---------------------- | ------------------ |
| Num                              | Coureur                | Pos                |
| 141                              | Yoann Barbas (FRA)     | 33e                |
| 142                              | Julien Duval (FRA)     | AB                 |
| 143                              | Thibault Ferasse (FRA) | 14e                |
| 144                              | Yann Guyot (FRA)       | 45e                |
| 145                              | Romain Le Roux (FRA)   | 48e                |
| 146                              | Jérôme Mainard (FRA)   | 21e                |
| 147                              | Clément Penven (FRA)   | 49e                |
| 148                              | Jimmy Raibaud (FRA)    | 16e                |
| Directeur sportif : Jimmy Casper |                        |                    |